# Arthur II de Bretagne
Pour les articles homonymes, voir Arthur de Bretagne et Arthur.
Arthur II de Bretagne (né le 25 juillet 1261 - mort le 27 août 1312, château de l'Isle à Marzan), fils de Jean II, duc de Bretagne, et de Béatrice d'Angleterre, fut vicomte de Limoges du « droit de son épouse » à compter de 1275 et duc de Bretagne de 1305 à 1312.

## Biographie
Arthur II succède à son père comme duc de Bretagne le 18 novembre 1305. L'investiture du comté de Richmond est transférée par le roi Édouard Ier d'Angleterre le 15 octobre 1306 à son frère cadet Jean de Bretagne. Son règne en Bretagne est tranquille et de courte durée.
Arthur II et son frère  héritent de leur père la tâche de mener à bien un projet de Croisade financé  dans son testament de 1302, pour 30 000 livres. Le nouveau duc invoque dans un premier temps pour ne pas s'exécuter, l'indisponibilité de son frère cadet Jean de Bretagne qui combat en Écosse pour le compte de leur oncle Édouard Ier d'Angleterre. Ensuite il avance l'argument de sa santé chancelante. Ce prétexte  n'était sans doute pas totalement fallacieux car il meurt en 1312 âgé de seulement 50 ans.
Pendant son court règne survient cependant un évènement important. La tentative  unique en Bretagne des bourgeois de Saint-Malo de se constituer, à l'exemple des villes du nord du royaume en Commune jurée au cours de l'année 1308. La révolte des habitants de la cité malouine reste sans suite et quand sur ordre du Parlement du 22 septembre 1308 l'envoyé du bailli de Cotentin intervient dans la cité il n'est plus question d'autonomie communale,.
Arthur II met également définitivement un terme au long conflit initié par son grand-père avec l'église sur les prélèvements effectués par le clergé séculier lors des décès (jugement des morts ou tierçage), des repas de noces (past nuptial). En ce qui concerne les dîmes perçues par des laïcs, elles demeurent tolérées et un droit réduit de 8 deniers est accordés aux prêtres pour l'extrême onction dont les « pauvres » c'est-à-dire ceux dont la valeur des biens meubles est inférieure à « 30 sols » sont dispensés. L'accord sur ces points du 27 juin 1309 avec le pape Clément V  est entériné, la même année par l'assemblée de Ploërmel,.
Arthur II meurt le 27 août 1312 au château de L'Isle. Alors que son cœur est confié aux Carmes de Ploërmel, son corps est inhumé aux Cordeliers de Vannes, dans le beau tombeau de marbre qu'il s'était fait construire et dont le gisant est détruit lors de la Révolution. Ses restes utilisés pour empierrer une route, seront de nouveau récupérés, et maintenant parfois exposés au public.

### Unions et descendance
En 1275, à Tours, il épouse Marie (1260-1290), vicomtesse de Limoges, fille et héritière de Guy VI, vicomte de Limoges, et de Marguerite de Bourgogne. Ils ont trois enfants :
1. Jean III le Bon (1286 – 1341), duc de Bretagne ;
2. Guy VII de Limoges (1287 – 1331), comte de Penthièvre et vicomte de Limoges ;
3. Pierre (1289 – 1312), seigneur d'Avesnes.

En mai 1294, devenu veuf, il se remarie avec la reine douairière d'Écosse Yolande de Dreux, (1263 – 1330), comtesse de Montfort, fille de Robert IV, comte de Dreux et de Braine, et de Béatrice, comtesse de Montfort. Ils auront six enfants :
1. Jean (1294 – 1345), comte de Montfort marié en 1329 à Chartres à Jeanne de Flandre (1295 - 1374) ;
2. Béatrix (7 décembre 1295 – 9 décembre 1384), dame de Hédé, mariée en 1315 à Guy X de Laval († 1347) ;
3. Jeanne (1296 – 24 mai 1364), mariée en 1323 à Robert de Flandre († 1331), comte de Marle ;
4. Alix (1297 – 1377), mariée à Bouchard VI, comte de Vendôme († 1354) et de Castres ;
5. Blanche (née le 18 juillet 1300), morte jeune ;
6. Marie (1302 – 24 mai 1371), religieuse à Poissy.